# أندرو إف. كوك جونيور
أندرو إف. كوك جونيور (بالإنجليزية: Andrew F. Cook, Jr.) هو ضابط أمريكي، ولد في 2 يناير 1920 في Alpoca, West Virginia ‏ في الولايات المتحدة، وتوفي في 4 نوفمبر 1942 في جوادالكانال في جزر سليمان.